# Biplot

Los Biplots son un tipo de gráfico exploratorio usado en Estadística. Se trata de una generalización multivariante de un diagrama de dispersión de dos variables. . De la misma manera que un diagrama de dispersión muestra la distribución conjunta de dos variables, un BIPLOT representa tres o más variables. El biplot aproxima la distribución de una muestra multivariante en un espacio de dimensión reducida, normalmente de dimensión dos, y superpone sobre la misma representaciones de las variables sobre las que se mide la muestra. Un biplot permite mostrar gráficamente la información de las filas (individuos, casos objetos, etc ....)  y las columnas (variables) de una matriz de datos multivariantes. El prefijo bi se refiere a este hecho y no a que el gráfico se hace normalmente en dos dimensiones. La reducción de la dimensión a solamente dos o tres se consigue cuando las variables están relacionadas entre sí. 
Las filas se representan normalmente como puntos mientras las variables son representadas mediante vectores, ejes lineales, trayectorias no lineales o regiones de predicción. Las variables continuas se representan normalmente mediante líneas rectas mientras que las variables categóricas representan mediante regiones de predicción y puntos para cada nivel. Hay muchas generalizaciones del concepto general que incluyen la posibilidad de representar trayectorias no lineales, métricas diferentes de la identidad, proyectar variables externas, etc ....
Aunque se ha extendido bastante en los últimos años, no siempre ha tenido el tratamiento que merece ya que muchos trabajos que usan, por ejemplo, un Análisis de Componentes Principales entre muchas otras técnicas, serían susceptibles de mejorar incorporando la versión y la interpretación biplot.

## Introducción e historia
El biplot fue introducido por K. Ruben Gabriel (1971). El biplot inicial de Gabriel esta una extensión del Análisis de Componentes Principales basado en la Descomposición en valores singulares. Gabriel (1972) extiende el método al Análisis Canónico para la separación de grupos. Gower y Hand (1996) escribieron la primera monografía sobre biplots en la que incluyen diversos tipos asociados con varias técnicas multivariantes. Galindo (1985) realiza una versión simétrica similar al Análisis de Correspondencias que representa filas y columnas con la misma calidad. Yan y Kang (2000) describieron varios métodos que pueden ser utilizados para visualizar e interpretar un biplot, especialmente en el contexto del estudio de la interacción genotipo-ambiente en estudios agrícolas. Vicente-Villardón(2006) propone un biplot lineal para datos binarios que denomina "Biplot Logístico" ya que la relación entre las variables observadas y las dimensiones del biplot se modela mediante una curva de respuesta logística. El libro de Greenacre (2010) es una guía orientada al usuario de biplots, junto con el código en el lenguaje de programación de código abierto R, para generar biplots asociados con Análisis de Componentes Principales (ACP), Escalamiento Multidimensional (MDS), análisis log-ratio (LRA) (también conocido como mapeo espectral- spectral mapping-) Análisis Discriminante (DA) y varias formas de Análisis de Correspondencias: Análisis de Correspondencias Simples (CA), Análisis de Correspondencias Múltiples (MCA) y Análisis Canónico de Correspondencias (CCA).  El libro de Gower, Lubbe y le Roux (2011) tiene por objetivo popularizar los biplots como método útil y fiable para la visualización de datos multivariantes cuándo los investigadores quieren considerar, por ejemplo, Análisis de Componentes principales (PCA), Análisis Canónico de Poblaciones (CVA) o varios tipos de Análisis de Correspondencias. Recientemente se han desarrollado nuevas versiones para Mínimos cuadrados parciales (PLS Biplot), Biplot Logístico para datos nominales y ordinales, etc ...

## Biplot General

Representación biplot con proyecciones sobre una de las variables

Sea {\displaystyle {\bf {Y}}} una versión transformada de la matriz de datos {\displaystyle {\bf {X}}}, cuyas n filas son individuos (también llamadas muestras, casos, objetos, etc ...), y cuyas p columnas son las variables. La matriz de datos inicial se transforma normalmente restando la media de sus columnas y dividiendo por su desviación típica. Llamaremos r al rango de {\displaystyle {\bf {Y}}}. De acuerdo con Gabriel (1971) un Biplot se construye usando una factorización de la matriz de datos en el producto de otras dos de rango menor s, normalmente 2 o 3,
{\displaystyle {\bf {Y}}\cong {\bf {A}}{{\bf {B}}^{T}}}     ({\displaystyle {\bf {Y}}={\bf {\hat {Y}}}+{\bf {E}}={\bf {A}}{{\bf {B}}^{T}}+{\bf {E}}})
donde {\displaystyle {\bf {A}}} es una matriz {\displaystyle n\times s},  {\displaystyle {\bf {B}}} es una matriz {\displaystyle p\times s} y {\displaystyle {\bf {E}}} es una matriz de residuales. La descomposición se seleccionará para que los valores de la matriz de datos se aproximen lo mejor posible. Las filas {\displaystyle ({{\bf {a}}_{1}},\ldots ,{{\bf {a}}_{n}})} de {\displaystyle {\bf {A}}} y las filas {\displaystyle ({{\bf {b}}_{1}},\ldots ,{{\bf {b}}_{p}})} de {\displaystyle {\bf {B}}} pueden tomarse como marcadores de los individuos y las variables en {\displaystyle {\bf {Y}}} y representarse como vectores (o puntos) en un espacio euclídeo de dimensión reducida de forma que el producto escalar de una marcador fila por un marcador columna aproximen el valor correspondiente de la matrix de datos original
{\displaystyle {y_{ij}}\cong {\bf {a}}_{i}^{T}{{\bf {b}}_{j}}}    ({\displaystyle {y_{ij}}={\bf {a}}_{i}^{T}{{\bf {b}}_{j}}+{e_{ij}}})
es decir, la representación gráfica correspondiente al modelo en rango reducido se interpreta en términos de productos escalares. 
La bondad de ajuste de la aproximación es 
{\displaystyle \rho ={{tr({{\bf {\hat {Y}}}^{T}}{\bf {\hat {Y}}})} \over {tr({{\bf {Y}}^{T}}{\bf {Y}})}}}
Una representación Biplot típica es un conjunto de puntos que representan a las filas y un conjunto de vectores que representan a las columnas de la matriz de datos. Cada elemento de la matriz de datos se aproxima como el producto escalar del vector (punto) que representa a su fila por el vector que representa a su columna. Proyectando cada punto fila sobre la dirección (vector) que representa a una variable y multiplicándola por la longitud del vector tendremos la aproximación de una columna completa de la matriz de datos. Como normalmente tendremos datos centrados, los puntos que se proyectan en la dirección positiva de la flecha son los que se encuentran por encima de la media y los puntos que se proyectan en la prolongación en sentido contrario tendrán valores por debajo de la media ya que el origen de coordenadas representa las medias de las variables. Cuanto más se aleja la proyección del origen, mayor es la magnitud de la diferencia con la media. Otros tipos de transformaciones previas necesitarían un estudio más detallado de la interpretación concreta de la transformación.

Representación biplot con escalas graduadas y proyecciones sobre una de las variables

Las direcciones que representan a las variables pueden completarse con escalas graduadas para predecir los valores originales. Para ello basta comprobar que la predicción del valor unitario de cada variable se realiza en el punto {\displaystyle (x,y)={{{\bf {b}}_{j}} \over {{{\bf {b}}_{j}^{\prime }}{{\bf {b}}_{j}}}}}. Colocando valores en {\displaystyle (x_{\mu },y_{\mu })=\mu {{{\bf {b}}_{j}} \over {{{\bf {b}}_{j}^{\prime }}{{\bf {b}}_{j}}}}} y haciendo variar los valores de {\displaystyle \mu } en la forma deseada obtendremos la escala graduada. Los valores de {\displaystyle \mu } sirven para etiquetar las escalas. La graduación de las escalas no depende de la factorización elegida.  La bondad del ajuste para las proyecciones en una variable j puede calcularse dividiendo la suma de cuadrados de los valores ajustados de la columna correspondiente entre la suma de cuadrados total de la misma columna.
{\displaystyle \rho _{j}^{2}={{tr({\bf {\hat {y}}}_{j}^{T}{{\bf {\hat {y}}}_{j}})} \over {tr({\bf {y}}_{j}^{T}{{\bf {y}}_{j}})}}}
que se conoce como predictividad o calidad de representación de la variable j-ésima. Si las columnas de la matriz de datos están centradas, {\displaystyle \rho _{j}^{2}} es el coeficiente de correlación al cuadrado entre los valores ajustados y los observados, es decir, el porcentaje de la variabilidad de la variable explicado por el biplot. La medida sirve como ayuda para interpretar qué variables están adecuadamente representadas en el gráfico. Un razonamiento análogo podría hacerse para la aproximación de las filas, aunque podemos añadir una interpretación adicional {\displaystyle \rho _{i}^{2}} sería el coseno al cuadrado del ángulo que forma el vector en el espacio en dimensión completa y su proyección en dimensión reducida .
La factorización de la matriz no es única ya que si {\displaystyle {\bf {Y}}\cong {\bf {A}}{{\bf {B}}^{T}}} es una factorización biplot válida y {\displaystyle {\bf {R}}} es una matriz {\displaystyle s\times s} no singular, {\displaystyle {\bf {Y}}\cong ({\bf {A}}{{\bf {R}}^{-1}})({\bf {R}}{{\bf {B}}^{T}})} también lo es. Para obtener una representación única podemos imponer restricciones sobre  {\displaystyle {\bf {A}}} y  {\displaystyle {\bf {B}}} o seleccionar factorizaciones particulares con propiedades interesantes desde el punto de vista estadístico.

## Biplot Clásico (Análisis de Componentes Principales y Factorial)
La factorización más popular que dio lugar a la versión original de Gabriel (1971) proviene de la descomposición en valores singulares (DVS) ya que obtiene la mejor aproximación de bajo rango {\displaystyle {\bf {\hat {Y}}}} de {\displaystyle {\bf {Y}}}. {\displaystyle ({\bf {Y}}={\bf {\hat {Y}}}+{\bf {E}})}. El resultado se conoce como teorema de Eckart y Young. Además, la DVS está íntimamente relacionada con el Análisis de Componentes Principales y el Análisis Factorial.
Utilizando la DVS,  podemos escribir
{\displaystyle {\bf {Y}}={\bf {U}}\Lambda {{\bf {V}}^{T}}=\sum \limits _{k=1}^{r}{{\lambda _{k}}{{\bf {u}}_{k}}{\bf {v}}_{k}^{T}}}
donde {\displaystyle {\lambda _{k}}} son los valores singulares (no negativos) ordenados en orden decreciente, {\displaystyle {{\bf {u}}_{k}}(k=1,\ldots ,r)} son los vectores singulares por la izquierda y {\displaystyle {{\bf {v}}_{k}}(k=1,\ldots ,r)} los vectores singulares por la izquierda que se organizan, por columnas, en las matrices {\displaystyle {\bf {U}}} y {\displaystyle {\bf {V}}}, respectivamente. Es conocido que {\displaystyle {\bf {U}}} son los vectores propios de {\displaystyle {\bf {X}}{{\bf {X}}^{T}}} y {\displaystyle {\bf {V}}} los de {\displaystyle {{\bf {X}}^{T}}{\bf {X}}}. {\displaystyle {\lambda _{k}}} son las raíces cuadradas de los valores propios no nulos de ambas matrices, que son los mismos. La aproximación a bajo rango (s) se obtiene tomando los primeros s términos de la DVS
{\displaystyle {\bf {Y}}={\bf {\hat {Y}}}+{\bf {E}}=\sum \limits _{k=1}^{s}{{\lambda _{k}}{{\bf {u}}_{k}}{\bf {v}}_{k}^{T}}+\sum \limits _{l=s+1}^{r}{{\lambda _{l}}{{\bf {u}}_{l}}{\bf {v}}_{l}^{T}}={{\bf {U}}_{(s)}}{\Lambda _{(s)}}{\bf {V}}_{(s)}^{T}+{{\bf {U}}_{(-s)}}{\Lambda _{(-s)}}{\bf {V}}_{(-s)}^{T}}
donde los subíndices {\displaystyle (s)} y {\displaystyle (-s)} significa las s primeras columnas, y todas menos las s primeras, respectivamente.  La bondad del ajuste de la aproximación a bajo rango se calcula dividiendo la suma de cuadrados de la aproximación entre la suma de cuadrados total o lo que es lo mismo el cociente entre la suma de cuadrados de los primeros s valores singulares y la suma de cuadrados de todos.
{\displaystyle \rho ={{tr({{\bf {\hat {Y}}}^{T}}{\bf {\hat {Y}}})} \over {tr({{\bf {Y}}^{T}}{\bf {Y}})}}={{\sum \nolimits _{k=1}^{s}{\lambda _{k}^{2}}} \over {\sum \nolimits _{k=1}^{r}{\lambda _{r}^{2}}}}}
que, habitualmente se expresa en forma de porcentaje. La aproximación a bajo rango puede servir, por ejemplo, para separar la señal del ruido en una matriz de datos.
Si la aproximación a bajo rango en dos o tres dimensiones puede considerarse adecuada, puede representarse mediante un biplot tomando  {\displaystyle {\bf {A}}={\bf {U}}{\Lambda ^{\gamma }}}   y   {\displaystyle {\bf {B}}={\bf {V}}{\Lambda ^{1-\gamma }}} con {\displaystyle (0\leq \gamma \leq 1)}. El ajuste de los valores originales no depende de la elección particular de {\displaystyle \gamma } ya que los valores ajustados son siempre los mismos.
Cuando {\displaystyle \gamma =1}, se obtiene el denominado JK-Biplot o RMP-Biplot. Las coordenadas de las filas son las coordenadas sobre las componentes principales y las coordenadas de las columnas son los vectores propios de la matriz de covarianzas (con datos centrados) o de correlaciones (con datos estandarizados). Las distancias euclídeas entre los puntos fila en el biplot aproximan las distancias eucídeas entre filas en el espacio multidimensional. Además son las Coordenadas Principales o Escalado Clásico para la matriz de distancias euclídeas entre individuos.
Cuando {\displaystyle \gamma =0}, se obtiene el denominado GH-Biplot o CMP-Biplot. Las coordenadas de las filas están estandarizadas. La distancia entre filas aproxima la distancia de Mahalanobis en el espacio multidimensional aunque las calidad de aproximación es baja debido a que la distancia de Mahalanobis no puede separase en direcciones principales. Las covarianzas y varianzas entre variables se aproximan de forma óptima, de forma que los cosenos de los ángulos entre los vectores que las representan aproximan las correlaciones entre ellas, y la longitud de los vectores aproxima la variabilidad. Si los datos están estandarizados, la representación está directamente relacionada con la solución de las componentes principales al Análisis Factorial. Las coordenadas de las variables son las saturaciones o cargas del modelo factorial, las calidades de representación mencionadas antes son las comunalidades, lo mismo que la longitud al cuadrado de los vectores en el espacio en dimensión reducida.
Cuando {\displaystyle \gamma =1/2}, se obtiene el denominado SQRT-Biplot que ya no está relacionado con técnicas conocidas aunque mantiene la calidad de la representación de las entradas de la matriz de datos.
Para la visualización de los distintos biplots puede ser necesario rescatar la escala de las coordenadas ya que las dispersiones de ambas nubes no son las mismas. En la práctica multiplicar las coordenadas de las filas por un escalar y dividir las de las columnas por el mismo escalar no modifica los productos escalares pero puede mejorar sensiblemente la calidad de la representación.

## HJ-Biplot
Galindo (1985) propone el denominado HJ-Biplot. Si queremos representar las dos nubes con la misma dispersión podemos tomar como coordenadas de las filas y de las columnas a {\displaystyle {\bf {A}}={\bf {U}}} y {\displaystyle {\bf {B}}={\bf {V}}}. Esta forma es la mejor representación β-baricéntrica en el sentido del Análisis de Correspondencias. En este caso el producto escalar no aproxima los valores observados de la matriz y las interpretaciones deben hacerse con referencia a los ejes factoriales. Lo que antes denominábamos contribuciones siguen siendo útiles ya que muestran la variabilidad de cada una de las variables explicada por la solución factorial.
El método es una generalización del Análisis Factorial de Correspondencias simétrico para matrices con cualquier tipo de datos y no solamente frecuencias y abundancias. Ha sido ampliamente utilizado en la literatura en diversas aplicaciones a distintos campos de la ciencia.

## Biplot Externo
Decimos que un biplot es externo cuando las coordenadas de filas y columnas no se calculan simultáneamente. Por ejemplo, calculamos las coordenadas de las filas {\displaystyle {\bf {A}}} mediante un Análisis de Coordenadas Principales o un Escalado Multidimensional y las coordenadas de las columnas mediante un procedimiento externo como Análisis Procrustes o Regresión Múltiple. Todo lo anterior en relación con lainterpretación y las medidas de la bondad del ajuste sigue siendo válido para este tipo de biplot.

### Biplot de Regresión
Si {\displaystyle {\bf {A}}} es conocido, o se ha calculado previamente, {\displaystyle {\bf {B}}} puede obtenerse mediante Regresión Multivariante como
{\displaystyle {{\bf {B}}^{T}}={({{\bf {A}}^{T}}{\bf {A}})^{-1}}{{\bf {A}}^{T}}{\bf {Y}}}
o mediante una Regresión Múltiple para cada columna.
{\displaystyle {{\bf {b}}_{j}}={({{\bf {A}}^{T}}{\bf {A}})^{-1}}{{\bf {A}}^{T}}{{\bf {y}}_{j}}}
donde {\displaystyle {{\bf {b}}_{j}^{T}}} es la j-ésima fila de {\displaystyle {\bf {B}}} e {\displaystyle {{\bf {y}}_{j}}} es la j-ésima columna de {\displaystyle {\bf {Y}}}. El R2 de la regresión sería la calidad de la representación que hemos mencionado antes. El biplot resultante sigue todas las reglas de interpretación descritas antes. Este método permitiría también la proyección de variables externas que no intervinieron en el cálculo de las coordenadas.

### Biplot de Procrustes
Si {\displaystyle {\bf {A}}} es conocido, o se ha calculado previamente, {\displaystyle {\bf {B}}} puede obtenerse mediante Análisis Procrustes.
Realizaremos la transformación Procrustes de la matriz {\displaystyle {\bf {A}}} para que la discrepancia con {\displaystyle {\bf {Y}}} sea lo más pequeña posible. Como ambas matrices tienen que tener el mismo número de columnas, completamos la matriz {\displaystyle {\bf {A}}} con columnas de ceros, llamemos {\displaystyle {\bf {A}}^{c}} a la matriz completada. Buscamos una matriz ortogonal {\displaystyle {\bf {B}}^{c}} y un escalar t de forma que la matriz {\displaystyle {\bf {\hat {Y}}}=t{{\bf {A}}^{c}}{{\bf {B}}^{c}}} sea lo más cercana posible a {\displaystyle {\bf {Y}}}. La solución se obtiene del Análisis Procrustes {\displaystyle {{\bf {B}}^{c}}={\bf {P}}{{\bf {Q}}^{T}}} donde {\displaystyle {\bf {P}}} y {\displaystyle {\bf {Q}}} se obtienen de la DVS {\displaystyle {{\bf {Y}}^{T}}{{\bf {A}}^{c}}={\bf {P}}\Gamma {{\bf {Q}}^{T}}} y {\displaystyle t={\textstyle {{tr({{\bf {Y}}^{T}}{{\bf {A}}^{c}}{{\bf {B}}^{c}})} \over {tr({{\bf {A}}^{c}}^{T}{{\bf {A}}^{c}})}}}}. La matriz buscada {\displaystyle {\bf {B}}} se obtiene seleccionando las primeras s columnas de {\displaystyle t{{\bf {B}}^{c}}}.
Como antes, todo lo expuesto es válido para este tipo de biplot.

## Biplot mediante regresiones alternadas
El biplot puede obtenerse también mediante mínimos cuadrados alternando regresiones por filas y por columnas. Si {\displaystyle {\bf {A}}} es conocido, {\displaystyle {\bf {B}}} puede obtenerse mediante Regresión Multivariante como {\displaystyle {{\bf {B}}^{T}}={({{\bf {A}}^{T}}{\bf {A}})^{-1}}{{\bf {A}}^{T}}{\bf {Y}}}. Si {\displaystyle {\bf {B}}} es conocido, {\displaystyle {\bf {A}}} puede obtenerse mediante Regresión Multivariante como {\displaystyle {{\bf {A}}^{T}}={({{\bf {B}}^{T}}{\bf {B}})^{-1}}{{\bf {B}}^{T}}{\bf {Y}}^{T}}. Tomando valores iniciales y alternando ambas regresiones, el procedimiento converge a la misma solución que la DVS. El procedimiento puede desarrollarse separando para cada fila y para cada columna lo que permite, por ejemplo, introducir ponderaciones para cada elemento de la matriz, datos faltantes, etc ...

## Biplot Canónico, MANOVA Biplot

Biplot Canónico con escalas graduadas sobre las variables

Inicialmente propuesto por Gabriel (1972), aunque su aplicación no se desarrolló probablemente debido a que estaba publicado en una revista de meteorología. Cuando las filas de la matriz de datos tienen una estructura de grupos definidos a priori y el propósito es buscar las diferencias entre grupos, el ACP y los métodos biplot clásicos no son apropiados. La técnica clásica para analizar la estructura de grupos sería un Análisis Multivariante de la Varianza para contrastar las diferencias, un Análisis Discriminante para clasificar un individuo nuevo o un Análisis Canónico de Poblaciones (ACPo) (también conocido Factorial Discriminante, Coordenadas Discriminantes) para representar gráficamente los resultados de las dos técnicas anteriores. Es posible realizar una representación biplot del ACPo como se describe a continuación: 
Supongamos que las n de la matriz de datos {\displaystyle {\bf {X}}} están divididas en g grupos mutuamente excluyeres con nk (k = 1, 2..., g) (n = n1 + n2 +... + ng) individuos cada uno, por ejemplo, distintos tratamientos procedentes de un diseño experimental o muestras de distintas poblaciones. La matriz puede transformarse como antes, centrando y estandarizando, para obtener {\displaystyle {\bf {Y}}}. Sean {\displaystyle {\bf {\bar {Y}}}} la matriz que contiene las medias de los grupos en cada variable, {\displaystyle {{\bf {D}}_{n}}} la matriz diagonal con los tamaños muestras de los grupos y {\displaystyle {\bf {W}}={1 \over {n-g}}({{\bf {X}}^{T}}{\bf {X}}-{{\bf {\bar {X}}}^{T}}{{\bf {D}}_{n}}{\bf {\bar {X}}})} y {\displaystyle {\bf {B}}={1 \over {g-1}}{{\bf {\bar {X}}}^{T}}{{\bf {D}}_{n}}{\bf {\bar {X}}}} las matrices de covarianzas "dentro" de los grupos y "entre" grupos, respectivamente. 
El ACPo trata de obtener combinaciones lineales de las variables que tengan máximo poder discriminante, es decir, que separen lo mejor posible entre los grupos. Ss basa en los vectores propios de {\displaystyle {{\bf {W}}^{-1}}{\bf {B}}}. La primera variable canónica se interpreta también como la combinación lineal de variables que produce el valor de la F univariante más alta para la comparación de los grupos. En la representación gráfica de las primeras variables canónicas, la distancia entre los grupos aproxima la distancia de Mahalanobis entre los mismos en el espacio multidimensional. Un biplot al que se añade información sobre las variables a una representación canónica puede construirse de la siguiente forma:
Un biplot para la matriz de medias {\displaystyle {\bf {\bar {Y}}}={\bf {A}}{\bf {B}}^{T}} puede obtenerse de la DVS generalizada utilizando como métricas {\displaystyle {{\bf {D}}_{n}}}y {\displaystyle {{\bf {W}}^{-1}}}, puede obtenerse de la DVS usual de la matriz {\displaystyle {{\bf {\bar {Y}}}^{*}}={\bf {D}}_{n}^{1/2}{\bf {\bar {Y}}}{{\bf {W}}^{-1/2}}}que contiene las medias de los grupos transformadas. Sea  {\displaystyle {{\bf {\bar {Y}}}^{*}}={\bf {P}}\Lambda {{\bf {Q}}^{T}}} la mencionada DVS. Podemos escribir {\displaystyle {\bf {\bar {Y}}}={\bf {D}}_{n}^{-1/2}{\bf {P}}\Lambda {{\bf {Q}}^{T}}{{\bf {W}}^{1/2}}}, entonces las coordenadas del biplot se seleccionan como {\displaystyle {\bf {A}}={\bf {D}}_{n}^{-1/2}{\bf {P}}\Lambda } y {\displaystyle {\bf {B}}={{\bf {W}}^{1/2}}{\bf {Q}}} en la dimensión adecuada. De esta forma, las coordenadas de los grupos son las coordenadas discriminantes y están separadas por una aproximación de la distancia de Mahalanobis.
Pueden representarse regiones de confianza circulares para la medias de los grupos que nos ayudarán a interpretar la significación de las diferencias. Las regiones se pueden construir usando la T2 de Hotteling, la forma clásica con distribución chi-cuadrado o usando distribuciones t de Student para la proyección de la región de confianza sobre cada una de las variables. Si dos regiones de confianza no se cruzan, hay una diferencia estadísticamente significativa entre los dos grupos. El test es conservador en el sentido que cuando dos regiones se cruzan el procedimiento no es concluyente ya que pueden estar separadas en otra dimensión del espacio.

## Biplot Generalizado
Hay varias formas de generalizar el biplot, por ejemplo, añadiendo métricas distintas de la identidad, permitiendo trayectorias para las variables diferentes de una línea recta o representaciones mediante regiones de predicción.

## Otros Biplots
Muchas técnicas multivariantes llevan asociado un biplot desde el momento de su creación y no se han descrito aquí. En general, cualquier técnica multivariante relacionada con una DVS o con una factorización matrícula es susceptible de ser representada mediante un biplot, en unos casos la relación está descrita en la literatura mientras que en otros está aun por investigar. Parece claro que muchas técnicas mejoran su interpretabilidad y su utilidad añadiendo la forma biplot.

## Software
Muchos de los paquetes de uso general como SPSS, SAS, Minitab o STATA pueden utilizarse para producir versiones básicas del biplot aunque tengan funcionalidad limitada y la forma de obtenerlos no está al alcance de un usuario medio. En la parte básica de R se incluye la función 
```
biplot

```

que permite el dibujo de un biplot muy básico. El hecho de que no haya disponibles rutinas para realizar las representaciones biplot en los paquetes estadísticos de uso más frecuente hace que no haya sido utilizado de forma masiva en la investigación aplicada.
Pueden encontrarse algunos paquetes y utilidades más específicos con mayor funcionalidad. Listamos unos pocos aunque seguramente podremos encontrar algunos más.

### Paquetes comerciales
GGE-Biplot: Paquete comercial dirigido a la construcción de los Biplots clásicos inicialmente dirigido al ámbito de la Agronomía pero utilizable en cualquier ámbito en el que el Biplot sea útil. 
MVSP:  Paquete comercial para el análisis de datos en Ecología que cuenta con biplots. 
PC-ORD: Paquete comercial para el análisis de datos en Ecología que cuenta, entre muchas otras técnicas, con biplots. 
CANOCO: Paquete para el Cálculo de un Análisis Canónico de Correspondencias que también incluye Biplot para Componentes Principales, entre otros.

### Paquetes libres
XLS-Biplot: Un añadido para Excel que permite la construcción de Biplots básicos. 
ViSta: El nombre proviene de Visual Statistics. Es un paquete general con algunas funcionalidad para construir Biplots. Hace tiempo que no se actualiza.
Brodgar: Paquete para el análisis de datos en Ecología que cuenta, entre muchas otras técnicas, con biplots. 
MultBiplot: "Multivariate Analysis using Biplots". Paquete que incluye muchas técnicas de Análisis Multivariante presentadas en forma Biplot: ACP, Biplot Factorial, HJ-Biplot, Correspondencias, Canónico de Correspondencias, Unfolding, STATIS-ACT, Meta-Biplot, Biplot Canónico, Biplot Logístico, entre muchas otras.  Dispone de una interface visual clásica que facilita su manejo. Funciona en Windows o Mac. En algunos de los análisis puede utilizarse como GUI del paquete en R.

### PAQUETES de R
BiplotGUI: Paquete de R dirigido al cálculo de Biplots que, además de los clásicos incluye Biplot Canónico, Biplot Externo, Biplot No Lineal, Biplot Generalizado, entre otros. Solamente está disponible para Windows.
GGEBiplotGUI: Biplot GGE interactivo en R. Paquete de R para construir GGE Biplot.
multibiplotGUI: Biplot para Análisis Factorial Multiple. 
biplotbootGUI: Biplot clásico que incluye bootstrap para las calidades de representación.
NominalLogisticBiplot: Biplot Logístico para datos nominales.
OrdinalLogisticBiplot: Biplot Logístico para datos ordinales.
ade4: Paquete de R para el análisis de datos en Ecología que cuenta, entre muchas otras técnicas, con biplots.
vegan: Paquete de R para el análisis de datos en Ecología que cuenta, entre muchas otras técnicas, con biplots.
MultBiplotR: Versión para R del paquete independiente MultBiplot. Disponible en CRAN. Contiene diversos métodos biplot